# Châteauponsac
Châteauponsac (occitanska: Chastel) är en kommun i departementet Haute-Vienne i regionen Nouvelle-Aquitaine i västra Frankrike. Kommunen ligger i kantonen Châteauponsac som tillhör arrondissementet Bellac. År 2022 hade Châteauponsac 2 028 invånare.

## Befolkningsutveckling
Antalet invånare i kommunen Châteauponsac
| Referens: INSEE |